# Ајл ов Хоуп (Џорџија)
Ајл ов Хоуп (енгл. Isle of Hope) насељено је место без административног статуса у америчкој савезној држави Џорџија.

## Демографија
По попису из 2010. године број становника је 2.402, што је 203 (-7,8%) становника мање него 2000. године.
| Група             | 2000.         | 2010.         |
| Белци             | 2.540 (97,5%) | 2.293 (95,5%) |
| Афроамериканци    | 22 (0,8%)     | 35 (1,5%)     |
| Азијати           | 9 (0,3%)      | 28 (1,2%)     |
| Хиспаноамериканци | 28 (1,1%)     | 32 (1,3%)     |
| Укупно            | 2.605         | 2.402         |